# Pascual Amat y Esteve
Pascual Amat y Esteve (Iecla, Regió de Múrcia, 20 d'octubre de 1856 - Madrid, 10 d'agost de 1928) fou un advocat, militar i polític espanyol, va ser ministre de Gràcia i Justícia durant el regnat d'Alfons XIII.

## Biografia
Va iniciar la seva carrera política com a membre del Partit Liberal Fusionista amb el qual participarà en les eleccions generals espanyoles de 1893 a 1898 obtenint acta de diputat en el Congrés per la circumscripció d'Arévalo (Àvila). En 1899 passa a militar en el Partit Conservador amb el qual novament obtindrà un escó per Àvila en els processos electorals celebrats entre 1903 i 1914 passant en 1916 al Senat com a representant d'Àvila. Entre 1918 i 1923 torna al Congrés per finalitzar la seva carrera política, novament com a senador en 1923.
Fou ministre de Gracia i Justícia entre el 20 de juliol i el 12 de desembre de 1919 en un govern conservador presidit per Joaquín Sánchez de Toca Calvo. Actualment, un carrer a la seva ciutat natal porta el seu nom.